# Nguyễn Trọng Thuật
Nguyễn Trọng Thuật (Chữ Hán: 阮仲述; 1883–1940), bút danh Đồ Nam Tử (圖南子), Quảng Tràng Thiệt cư sĩ; là nhà văn Việt Nam ở nửa đầu thế kỷ 20.

## Tiểu sử
Nguyễn Trọng Thuật là người ở xã Mạn Nhuế, huyện Nam Sách, tỉnh Hải Dương.
Ban đầu, ông học chữ Hán, sau mới học chữ Quốc ngữ và chữ Pháp, rồi trở thành thầy giáo.
Năm 1917, ông làm cộng tác viên tờ Nam Phong tạp chí. Trong khoảng thời gian này, ông biên soạn được quyển Danh nhân Hải Dương (xuất bản năm 1919).
Khi Việt Nam Quốc Dân Đảng được bí mật thành lập (1927) ở Hà Nội, ông hăng hái tham gia. Khoảng ba năm sau (1930), đảng này tổ chức cuộc Khởi nghĩa Yên Bái nhưng thất bại. Sau đó, lãnh tụ đảng là Nguyễn Thái Học bị hành quyết cùng với 12 đảng viên khác tại Yên Bái (ngày 17 tháng 6 năm 1930), thì Nguyễn Trọng Thuật cũng thôi hoạt động chính trị, chuyển sang nghề viết văn.
Về sau, ông còn làm biên tập viên cho tờ Đuốc Tuệ, thuộc Hội Phật giáo Bắc Kỳ (thành lập tháng 11 năm 1934). Ngoài ra, ông còn làm Thư ký Ban Khảo cứu và giảng diễn Phật học của Hội này, và cộng tác với nhóm Phật học Tùng thư do nhà sư Trí Hải đứng đầu ở chùa Quán Sứ, Hà Nội.
Năm 1940, Nguyễn Trọng Thuật qua đời vì bệnh tại Hà Nội, hưởng dương 57 tuổi.

## Tác phẩm
Nguyễn Trọng Thuật viết trong nhiều lĩnh vực. Các tác phẩm đã xuất bản có:
- Lịch sử:

-Danh nhân Hải Dương (1919)
-Nguyễn Tràng Tộ trên lịch sử Việt Nam (đăng trên Nam Phong tạp chí số 180, năm 1933)
- Tiểu thuyết:

-Quả dưa đỏ, tiểu thuyết hóa chuyện An Tiêm trong Lĩnh Nam chích quái. Xuất bản tại Hà Nội năm 1925, sau đó được giải thưởng văn chương của Hội Khai trí tiến đức cũng trong năm này.
-Cô gái hái dâu (truyện dài, đăng nhiều kỳ trên tạp chí Đuốc Tuệ), kể lại cuộc đời của Nguyên phi Ỷ Lan, vợ vua Lý Thánh Tông.
- Văn học:

-Thơ ngụ ngôn (1928)
-Việt văn tinh nghĩa (1928)
- Giáo dục:

-Gia đình giáo dục (1934)
-Giáo dục phổ thông phải lấy tinh thần làm trọng (1932)
- Tôn giáo:

-Phật giáo tân luận (1934)
-Bình luận về sách "Khóa hư" (1933).
-Việt Nam Thiền tông thế hệ (biên khảo, đăng nhiều kỳ trên tạp chí Đuốc Tuệ).
Ngoài ra, ông còn dịch ra tiếng Việt cuốn Thượng kinh ký sự của Nguyễn Hữu Trác (đăng nhiều kỳ trên Nam Phong tạp chí năm 1924).

## Đóng góp cho văn học Việt
- Nhà văn Vũ Ngọc Phan:

...Ai cũng phải nhận rằng ông (Nguyễn Trọng Thuật) là một nhà văn có chí hướng, và lúc nào cũng muốn cho văn chương Việt Nam có cái đặc tính Việt Nam...Có một điều nên biết là Đông Dương tạp chí, chưa có truyện dài do người Việt Nam soạn, và Nam Phong tạp chí cũng thế, phải đợi cho đến khi Quả dưa đỏ của ông ra đời mới có truyện dài do người Việt Nam viết để đăng, còn trước kia người ta chỉ đăng toàn tiểu thuyết dịch, thỉnh thoảng mới có một vài truyện ngắn viết. Như vậy, trong buổi đầu, thật có rất ít người Nho học lại có óc sáng kiến như Nguyễn Trọng Thuật .
- Nhà nghiên cứu Nguyễn Quảng Tuân:

...Với tác phẩm Quả dưa đỏ, Nguyễn Trọng Thuật được coi là một trong những nhà văn tiên phong viết tiểu thuyết bằng Quốc ngữ ở miền Bắc .

## Sách tham khảo
- Nguyễn Lang, Việt Nam Phật giáo sử luận (Tập 3). Nhà xuất bản Lá Bối, Sài Gòn, không đề năm xuất bản.
- Vũ Ngọc Phan, Nhà Văn Việt Nam (trọn bộ). Nhà xuất bản Sống mới, Sài Gòn, 1960.
- Nguyễn Quảng Tuân, mục từ "Nguyễn Trọng Thuật" trong Từ điển văn học (bộ mới). Nhà xuất bản Thế giới, 2004.
- Nguyễn Q Thắng - Nguyễn Bá Thế, Từ điển Nhân vật lịch sử Việt Nam, Nhà xuất bản Khoa học xã hội, 1992.